# Vioolsdrift
Vioolsdrift (Afrikaans Vioolsdrif) ist ein kleiner Ort und Grenzübergang nach Namibia in der Gemeinde Nama Khoi, Distrikt Namakwa, Provinz Nordkap in Südafrika. Im Jahr 2011 lebten hier 599 Personen.

## Geografie
Vioolsdrift liegt etwa 300 Meter über dem Meeresspiegel auf der Südseite des Oranje und ist mit dem gegenüberliegenden namibischen Grenzort Noordoewer auf der nördlichen Flussseite durch eine Straßenbrücke verbunden. Der Ort befindet sich etwa 350 Kilometer von der Mündung des Oranje in den Atlantik entfernt; bis nach Springbok sind es 110 Kilometer.
Der Oranjeverlauf ab Vioolsdrift flussaufwärts entlang der Grenze zu Namibia zählt in Südafrika zu den heißesten und niederschlagsärmsten Regionen mit den meisten Sonnenscheintagen im Jahr.

## Wirtschaft
Der Hauptwirtschaftsfaktor ist die Landwirtschaft. Für die Bewässerung werden dem Fluss jährlich rund 15 Millionen Kubikmeter Wasser entnommen. Luzerne und Gemüse sind die Hauptprodukte. Der Bewässerungskanal wird vom Vioolsdrift-Wehr gespeist, das einige Kilometer stromaufwärts vom Grenzübergang liegt.
Es bestehen Pläne, vor Vioolsdrift als Gemeinschaftsprojekt von Namibia und Südafrika einen Staudamm zu errichten. Zurzeit gibt es keine Möglichkeit, das Wasser des Oranje und seiner Zuflüsse für Trockenzeiten aufzustauen; der nächste Staudamm liegt 1400 Kilometer stromaufwärts bei Vanderkloof. Der Standort des Staudammprojekts liegt stromaufwärts etwa 20 Kilometer vom Grenzübergang zwischen Namibia und Südafrika entfernt; bei der Einmündung des Matjies River in den Oranje.

## Verkehr
Vioolsdrift ist über die südafrikanische Nationalstraße N7 mit Kapstadt verbunden. In Richtung Windhoek auf dem Territorium von Namibia setzt sich der Verkehrsweg als Nationalstraße B1 bis zur angolanischen Grenze fort.